# Villa Hongkong

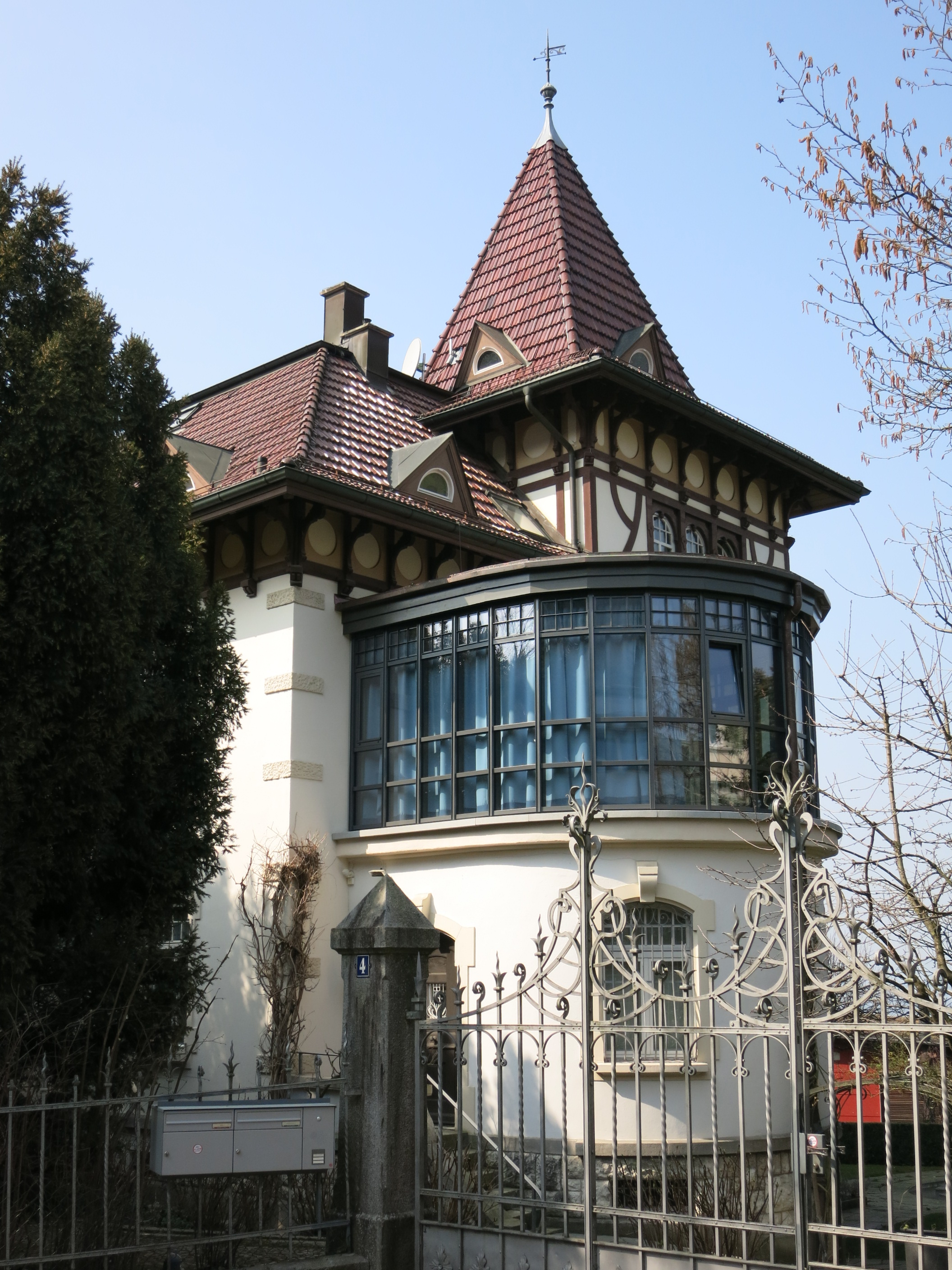
Villa Hongkong, Ansicht von Nordosten (2015)

Die Villa Hongkong ist ein Baudenkmal in der Schweizer Stadt Zug. Das Bauwerk wurde vom St. Galler Architekten und Baumeister Gustav Adolf Müller geplant und 1904 im Heimatstil errichtet.

## Lage
Das Anwesen «Oberwiler Kirchweg 4» gehört zu einem Ensemble von vier Villen in Hanglage über dem Zugersee. Nördlich benachbart liegt mit der «Villa Sonnhalde» ein ebenfalls denkmalgeschütztes Wohnhaus.

## Geschichte
Entlang der alten Verbindung von Zug nach Oberwil wurden zwischen 1898 und 1906 vier grossbürgerliche Villen errichtet. Bauherr der Villa Hongkong war der Zuger Uhrmacher Julius Keiser (1847–1930), der 24 Jahre in Hongkong gearbeitet hatte. Gustav Adolf Müller (1848–1913) entwarf das Gebäude nach dem Vorbild der 1900 errichteten, heute nicht mehr bestehenden, Villa Arnold Mettler im St. Galler Rosenbergquartier.
Das Gebäude wurde 1917 um eine halbrunde Veranda auf der Nordseite erweitert. Eine erste Renovation erfolgte 1987. Am 9. Februar 1990 stellte der Regierungsrat die Villa unter Denkmalschutz. Unter Aufsicht der kantonalen Denkmalpflege wurde bis 1991 eine gründliche Innenrestaurierung durchgeführt. 

## Beschreibung
Das Gebäude ist eine repräsentative dreigeschossige Villa im Heimatstil. Der Putzbau zeigt im Dachgeschoss mit dem Turmzimmer Fachwerk. Der Grundriss ist unregelmässig, am Turm ist ein Erker nach Westen orientiert, im Süden die erste Veranda vorgebaut. Die östliche Eingangsfront zeigt ein Relief mit dem Wappen der Familie Keiser in Blattranken und
darüber die Jahreszahl «1904» sowie die Inschrift «Villa Hong Kong».
Das Innere der Villa ist mit Stuckdecken und Jugendstilornamenten ausgestaltet.